# Kolonie (Jänschwalde)
Kolonie, niedersorbisch Pipanojce, ist ein zum Ortsteil Jänschwalde-Dorf gehörender Wohnplatz der Gemeinde Jänschwalde im Landkreis Spree-Neiße in Brandenburg. Der Ort wird vom Amt Peitz verwaltet.

## Lage
Kolonie liegt in der Niederlausitz, rund 17 Kilometer Luftlinie nordöstlich von Cottbus und acht Kilometer Luftlinie vor der Grenze zu Polen. Umliegende Ortschaften sind Drewitz im Norden, Jänschwalde-Ost im Nordosten, Sawoda im Süden und Jänschwalde-Dorf im Westen. Die Kolonie gehört zum Lausitzer Braunkohlerevier und liegt weniger als einen Kilometer vor der Abbruchgrenze des Tagebaus Jänschwalde. Kolonie und Jänschwalde-Dorf werden durch die Puschelnitza getrennt.
Die Kolonie liegt am Verlauf der Landesstraße 502, die Bundesstraße 97 ist etwa einen Kilometer entfernt. Nördlich von Kolonie liegt der Flugplatz Cottbus-Drewitz.

## Geschichte
Die Siedlung Kolonie ist bereits im Schmettauschen Kartenwerk von 1767/87 unter dem Namen „Schäferey“ als Schäferei des Gutes Jänschwalde verzeichnet. Der sorbische Ortsname „Pipanojce“ ist von dem Personennamen Pipan abgeleitet, der als erster an der Stelle siedelte. Der Ort gehörte wie auch die umliegenden Ortschaften zur Herrschaft Cottbus und bildete somit eine markbrandenburgische Exklave, die vom Kurfürstentum Sachsen umgeben war. Im Jahr 1806 musste das Königreich Preußen das Gebiet der Herrschaft Cottbus an das neu gegründete Königreich Sachsen abtreten. Dort gehörten Jänschwalde und die Kolonie jedoch nur neun Jahre, nach der auf dem Wiener Kongress beschlossenen Teilung des Königreiches Sachsen fiel das Gebiet wieder an Preußen zurück. Dort gehörte Kolonie zum Regierungsbezirk Frankfurt in der Provinz Brandenburg.
Bei der 1816 in Preußen durchgeführten Gebietsreform wurde Jänschwalde-Kolonie dem Kreis Cottbus zugeordnet. Laut Arnošt Muka waren 1884 noch fast alle Einwohner von Jänschwalde-Dorf und Jänschwalde-Kolonie Sorben.  Nach dem Zweiten Weltkrieg wurde die Kolonie Teil der Sowjetischen Besatzungszone und kam dort 1947 zum Land Brandenburg. Im Oktober 1949 wurde aus der SBZ die DDR gegründet. Bei der Gebietsreform am 25. Juli 1952 wurden die Länder und Landkreise in der DDR aufgelöst und auf Bezirke aufgeteilt, dabei wurde die Gemeinde Jänschwalde mit dem Ortsteil Kolonie dem Kreis Guben im Bezirk Cottbus zugeordnet. Nach der Wiedervereinigung gehörte Kolonie zunächst zum Landkreis Guben im Land Brandenburg, der am 6. Dezember 1993 im neuen Landkreis Spree-Neiße aufging.